# Antônio Meneses
Antônio Meneses (Recife, 23 de agosto de 1957 – Basileia, 3 de agosto de 2024) foi um violoncelista brasileiro, radicado na Suíça. Era considerado pela crítica como o mais importante violoncelista do Brasil e um dos mais prestigiados músicos de câmara do mundo.

## Biografia
Filho do trompista João Jerônimo de Meneses, no primeiro ano de vida vai morar na cidade do Rio de Janeiro — o pai fora convidado para integrar o elenco do Theatro Municipal do Rio de Janeiro. Com 6 anos, começa a aprender violoncelo. Vence vários concursos e, aos 17, vai estudar na Europa, para aprimorar o talento.
Torna-se aluno da Escola Superior de Música de Düsseldorf, depois segue para Stuttgart, ambas na Alemanha. Em 1977, vence o Concurso Internacional de Munique, derrotando, por unanimidade, 40 candidatos.
Em 1981, gravou com o maestro Herbert von Karajan, e no ano seguinte venceu o Concurso Internacional Tchaikovski, em Moscou.
Apresentou-se com as Orquestras Filarmônicas de Moscou, São Petersburgo, Nova York e Israel, e com as Orquestras Sinfônicas de Londres, da BBC e Viena, além da Orquestra do Concertgebouw, de Amsterdã, e da Orquestra da Suisse Romande, entre outras.
Participou de gravações com a Filarmônica de Berlim, sob a regência de Herbert von Karajan. Também colaborou com outros grandes regentes, como Riccardo Muti, Mariss Jansons, Claudio Abbado, André Previn, Andrew Davis, Semyon Bychkov, Gerd Albrecht, Yuri Temirkanov, Neeme Järvi, Mstislav Rostropovich, Vladimir Spivakov e Riccardo Chailly, entre outros. 
Também participou regularmente de festivais, como os de Porto Rico (Festival Pablo Casals), Salzburgo, Lucerna, Viena, Berlim, Praga (Festival de Primavera), Mostly Mozart (NYC), La Grange de Meslay (festival de Sviatoslav Richter, na França) e Colmar (festival de Vladimir Spivakov, na França).
Foi membro titular do trio Beaux Arts, de 1998 a 2008, uma das mais prestigiosas formações de câmara do mundo.
Como professor, ministrou cursos de aperfeiçoamento na Europa, Américas e Japão. A partir de 2007, tornou-se professor titular de violoncelo na Hochschule der Künste, em Berna. Também ministrou master-classes mensais na Academia Stauffer, em Cremona.
Seu instrumento é um Matteo Goffriller do século XVIII - equivalente, nos violoncelos, ao violino Stradivarius).
Em 2011, os jornalistas João Luiz Sampaio e Luciana Medeiros entrevistaram Antônio Meneses, em decorrência da pausa forçada causada por um tumor benigno no pulso direito. A entrevista resultou na produção do livro Antonio Meneses - Arquitetura da Emoção, acompanhado de um CD com obras solo e com a participação do pianista Luiz Fernando Benedini.
Em julho de 2024, foi anunciado, em suas redes sociais, que o músico havia cancelado toda a sua agenda de concertos e suas atividades como professor. No mês anterior, ele havia recebido o diagnóstico de um tumor cerebral - glioblastoma multiforme, uma forma agressiva de neoplasia. Segundo o comunicado, ele estava recebendo cuidados paliativos na Suíça, onde vivia, ao lado da família e de amigos.

## Morte
Antônio Meneses faleceu no dia 3 de agosto de 2024, na Basileia, aos 66 anos, em decorrência do tumor cerebral - glioblastoma multiforme.